# Katsumi Matsumura
Katsumi Matsumura (jap. 松村勝美 Matsumura Katsumi; ur. 8 marca 1944 w prefekturze Osaka) – japońska siatkarka, medalistka olimpijska.

## Osiągnięcia reprezentacyjne
- Igrzyska Olimpijskie 1964
- Igrzyska Olimpijskie 1972